# Evelyn dos Santos
Evelyn Carolina de Oliveira dos Santos (née le 11 avril 1985 à Rio de Janeiro) est une athlète brésilienne spécialiste du sprint. Elle détient, avec Ana Claudia Silva, Franciela Krasucki et Rosângela Santos l'actuel record d'Amérique du Sud de relais 4 x 100 mètres, en 42 s 29 réalisés aux championnats du monde de Moscou le 18 août 2013.

## Biographie
Elle est quart de finaliste lors du 200 mètres des Jeux olympiques de 2008 à Pékin.
Quatre ans plus tard, elle participe à nouveau au 200 mètres des Jeux olympiques, disputés à Londres, où elle est demi-finaliste. Lors des séries l'épreuve de relais 4 × 100 mètres, elle bat en compagnie de Ana Cláudia Silva, Franciela Krasucki et Rosângela Santos le record d'Amérique du Sud de la discipline en 42 s 55, et se qualifient en finale. L'équipe termine 7e de la finale.
Un an plus tard, pour le relais 4 × 100 m des championnats du monde 2013, la même équipe améliore sa marque et termine en 42 s 29 le tour de piste. En finale, le relais brésilien ne termine pas la course.

### Palmarès
| Date | Compétition                        | Lieu                 | Résultat | Épreuve   | Performance   |
| ---- | ---------------------------------- | -------------------- | -------- | --------- | ------------- |
| 2001 | Championnats panaméricains juniors | Santa Fe             | 3e       | 100 m     | 11 s 94       |
| 2001 | Championnats panaméricains juniors | Santa Fe             | 1er      | 4 × 100 m | 45 s 36       |
| 2001 | Championnats panaméricains juniors | Santa Fe             | 1er      | 4 × 400 m | 3 min 45 s 84 |
| 2012 | Championnats ibéro-américains      | Barquisimeto         | 2e       | 100 m     | 11 s 44       |
| 2012 | Championnats ibéro-américains      | Barquisimeto         | 1er      | 4 × 100 m | 43 s 90       |
| 2012 | Jeux olympiques d'été              | Londres              | 7e       | 4 × 100 m | 42 s 91       |
| 2013 | Championnats d'Amérique du Sud     | Carthagène des Indes | 1er      | 4 × 100 m | 43 s 37       |
| 2013 | Championnats d'Amérique du Sud     | Carthagène des Indes | 1er      | 4 × 400 m | 3 min 35 s 37 |
| 2014 | Relais mondiaux de l'IAAF          | Nassau               | 7e       | 4 × 100 m | 43 s 67       |

### Records
| Épreuve    | Performance | Lieu    | Date            |
| ---------- | ----------- | ------- | --------------- |
| 100 mètres | 11 s 35     | Bottrop | 19 juillet 2013 |
| 200 mètres | 22 s 82     | Londres | 7 août 2012     |